# 총외채
총외채(總外債)는 한 국가 내의 경제주체가 다른 나라에 다시 갚아야 할 돈의 총액으로, 정부는 물론 기업이 외국에서 빌려온 돈과 금융기관의 해외 차입금을 모두 포함한다. 또 국내기업 본사가 외국에서 사용할 목적으로 현지에서 조달하는 현지금융이나 외국은행 국내지점의 역외계정 조달, 국제금융리스 등 기타 외채성 항목도 포함된다. 우리나라는 1997년말부터 IMF의 요구에 의해 세계에서 유일하게 이 개념을 쓰고 있다.

## 정의
- 국제부흥개발은행(IBRD) 기준: 거주자가 비거주자로부터 빌린 돈 및 국내 외국은행 지점의 해외 본점으로부터의 차입금을 포함하는 개념
- 국제통화기금(IMF) 기준: IBRD 기준에 국내 금융기관이 해외에서 사용할 용도로 빌린 역외차입금 및 해외점포의 차입금까지 포함하는 개념.

## 2003년 개정안
2003년 6월말 통계부터 IMF, 세계은행 등 9개 국제기구가 마련한 새로운 편제기준을 따르게 되었는데, 총외채를 표시하는 명칭이 '총 대외지불부담'에서 '총 대외채무'로 바뀌고 발표 주기도 월별에서 분기별로 변경되었다.
새 편제기준은 거주성 기준이 엄격히 적용되고, 기존에는 외화표시 채무만 포함되었으나 원화표시 채무도 외채 항목에 포함시켰다.
즉, 국내기업 본사가 외국에서 사용할 목적으로 현지에서 조달하는 현지금융이나 외국은행 국내지점의 역외계정 조달 등도 채무로 계산된다. 사실상 '빚'의 성격이 강한 국제금융리스 등 일부 외채성 항목도 총외채에 포함된다. 대신 그동안 총외채에 포함됐던 국내은행 해외점포의 차입은 채무에서 빠지게 되었다.

## 대한민국의 현황
대한민국은 1962년부터 경제개발 5개년 계획을 추진하면서 미국, 일본등으로부터 차관을 도입하였다. 그러다가 1970년대부터 박정희 정부의 중화학공업 육성정책에 따라 차관 도입규모가 급속도로 늘어나기 시작했다. 때마침 1970년대 에너지 위기여파로 국제 금리가 인상되자 총외채가 눈덩이처럼 늘어나면서 외채망국론이 퍼졌다.
1979년말 기준 한국의 총외채 203억 달러(순외채 140억 달러)에서 1985년말에 총외채 468억 달러(순외채 355억 달러)로 급증해 5대 채무국가로 올라서게 되었다. 때마침 1980년대 중후반 3저 호황여파로 경상수지 흑자를 실현하면서 외채를 상환하기 시작했다. 4년연속 경상수지 흑자실현으로 총외채는 1989년말 293억 7,100만 달러(순외채 30여억달러)까지 감소하였으나, 1990년부터 경상수지 적자되면서 다시 증가하기 시작했다.
<1990년대 당시 한국의 외채현황> (단위: 억달러)
| 연도   | 1990년 | 1991년 | 1992년 | 1993년 | 1994년 | 1995년 | 1996년 | 1997년 | 1998년  | 1999년 |
| ------ | ------ | ------ | ------ | ------ | ------ | ------ | ------ | ------ | ------- | ------ |
| 총외채 | 317    | 393.3  | 428.2  | 440.8  | 568.5  | 789.8  | 1,045  | 1,206  | 1,514.6 | 1,371  |
| 순외채 | 48.5   | 124.8  | 111    | 79.8   | 103.1  | 181.9  | 347    | 555    | 216.6   | (83)   |

IMF 외환위기직전까지 외채는 급속도로 증가했다가, 1998년 경상수지 흑자를 다시 이룩하면서 외채를 감축하다가 1999년 9월말 순채무국에서 순채권국으로 전환되었다. 2001년 8월 23일 IMF체제 조기졸업하면서, 8월말 기준으로 총외채 1,262억달러로 감소하였다. 지금 2023년말 기준으로 총외채(대외채무)는 6,636억달러이다.